# La Petite Institutrice
Pour plus de détails, voir Fiche technique et Distribution.
La Petite Institutrice (titre original : Cupid Forecloses) est un film muet américain réalisé par David Smith, sorti en 1919.

## Synopsis
Geraldine Farleigh, une jeune et timide institutrice de village, aide sa famille et doit rembourser une dette de son défunt père à Bruce Cartwright. Elle tombe amoureuse de l'homme qu'elle croit être un conseiller de Cartwright, qui se révèle être Cartwright lui-même.

## Fiche technique
- Titre : La Petite Institutrice
- Titre original : Cupid Forecloses
- Réalisation : David Smith
- Scénario : Edward J. Montagne et Stanley Olmstead, d'après le roman de Florence Morse Kingsley
- Sociétés de production : Vitagraph Company
- Pays de production :  États-Unis
- Langue : titres en anglais
- Format : Noir et blanc - 35 mm - 1,33:1  -  Muet
- Genre : drame
- Date de sortie :
  - États-Unis : 12 juillet 1919

## Distribution
- Bessie Love : Geraldine Farleigh
- Dorothea Wolbert : Mrs Farleigh
- Wallace MacDonald : Bruce Cartwright
- Frank Hayes : Oliver Brown
- James Donnelly : Jim Connors
- Aggie Herring : Mrs Connors
- Jake Abrams : Rufe Tinker
- Anne Schaefer : Tante Adélaïde
- Gordon Griffith : Nat Farleigh
- Otto Lederer : le receveur des postes
- Ruth Fuller Golden